# Lusafrica
Lusafrica, de nom complet Productions Lusafrica (en francès, Produccions Lusafrica), és una companyia discogràfica independent amb seu a París, França. La companyia fou fundada l'any 1988 per José da Silva (nascut l'any 1959 a Praia, Cap Verd). Va ser el primer segell discogràfic multinacional obert a Cap Verd i un dels primers de França. És la principal discogràfica independent africana de França.
La companyia ha produït discos de diferents artistes, principalment capverdians i d'altres països de la lusofonia. Posteriorment s'ha dedicat a produir treballs d'artistes dels Estats Units, Cuba, Brasil i França.

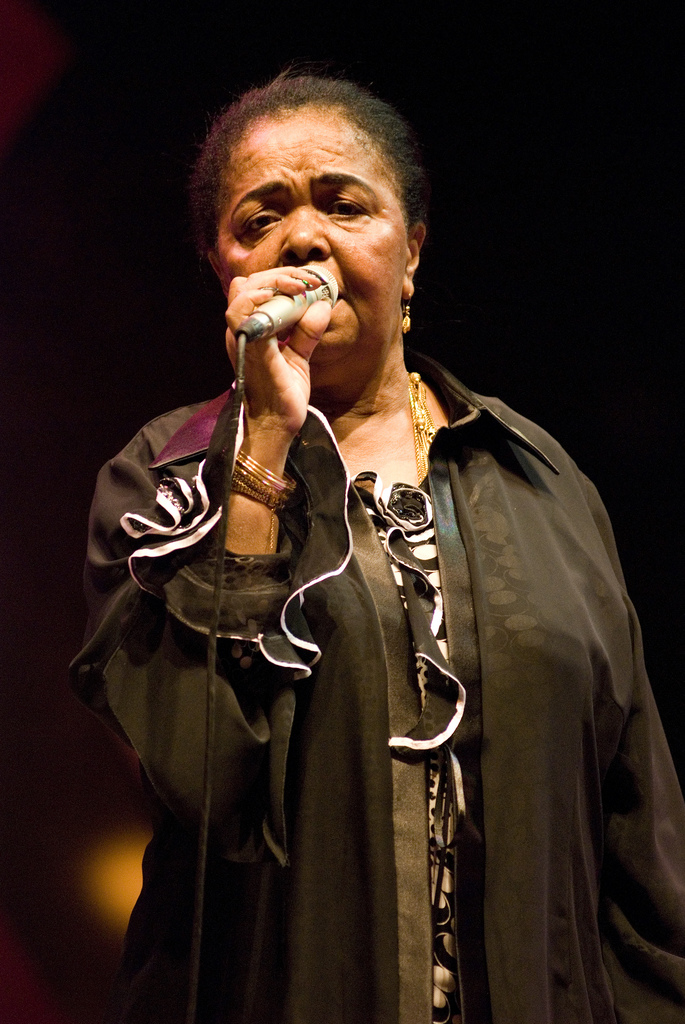
Cesária Évora, primera artista de Lusafrica

## Història

### Debut i èxit
L'any 1987, José da Silva, guardaagulles de la SNCF, va decidir convertir-se en productor musical pel seu compte. Durant un sopar a Lisboa amb el cantant capverdià Bana, va sentir la veu de Cesária Évora per primer cop, i li va proposar de col·laborar-hi.
L'any 1988, es va fundar Lusafrica, i va enregistrar el primer àlbum La Diva aux pieds nus, que va aconseguir un gran èxit entre la comunitat capverdiana, amb unes vendes de 3.000 discos de vinil, especialment amb el senzill "Bia Lulucha". L'àlbum següent, Distino di Belita, es va enregistrar conjuntament amb el segell parisenc Mélodie. Cesária Évora va participar en el festival Musiques Métisses a Angulema, la primera ocasió de cantar per a un públic fora de la comunitat capverdiana. Un any després, es va editar Mar Azul, i posteriorment, Miss Perfumado de 1992, que va vendre 500.000 còpies, amb el senzill "Sodade", que va ser un èxit internacional, de tal manera que Lusafrica va competir amb gegants discogràfics com Sony i BMG.
A més de l'èxit de Cesária Évora, que va aconseguir un Premi Grammy al millor àlbum de músiques del món l'any 2004, Lusafrica ha produït altres artistes. A principis de la dècada dels 2000, la companyia va perdre diners, i posteriorment ha ampliat el seu catàleg.

### Adaptació
A principis de la dècada dels 2000, José da Silva fou obligat a reduir el catàleg de Lusafrica i a acomiadar part del seu personal (passat d'una desena de persones a només 4 agents a França), per tal de sanejar-ne les finances. També es van ampliar les competències del segell, amb la dotació d'estructures que permetien ocupar-se de tot el procés.
Després de la mort de Cesária Évora el 17 de desembre de 2011, i sobretot a causa de crisi del sector, la discogràfica va perdre certa popularitat, i va haver d'adaptar la seva oferta. Només produïa quatre o cinc àlbums cada any. Com que es va convertir en l'únic segell parisenc quqe distribuïa artistes africans després de la desaparició d'altres discogràfiques de la capital, Lusafrica disposava d'un ampli venteall d'artistes per escollir, però els seleccionava amb precaució, invertint només en aquells que tenien un fort potencial i que ja tenien una base de fans relativament important dins de la seva comunitat. Lusafrica també potencia les botigues de proximitat i les ràdios comunitàries per difondre els seus artistes.
Lusafrica, que l'any 2012 tenia un catàleg de prop de 3.000 títols, va crear la societat d'edició Africa Nostra, encarregada d'ampliar aquest catàleg. El segell produeix, sobretot, artistes africans, però també artistes d'altres orígens (Cuba, Brasil), a condició que aquests músics "formin part del capital d'Àfrica". La música capverdiana encara constitueix una base sòlida, incloent-hi Tcheka, Teófilo Chantre, Mario Lucio, Nancy Vieira i Lura, a més d'altres artistes africans com Meiway, Fodé Baro, DJ Arafat i Bonga Kuenda. Lusafrica també col·labora amb Sony per a la distribució d'alguns discos.

## Artistes
- Boubacar Traoré
- Bonga Kuenda
- Boy Gé Mendès
- Cesária Évora
- Cubanito
- Dj Arafat
- Djelimady Tounkara
- Fantcha
- Hasna El Bacharia
- Idrissa Soumaoro
- Issac Delgado
- Kapa Dech
- King Kester Emeneya
- La Mc Malcriado (grup amb la participació de Jacky Brown i Stomy Bugsy)
- Lura
- Medhy Custos
- Meiway
- Mounira Mitchala
- Oliver N'Goma
- Orquesta Aragón
- Pierre Akendengué
- Polo Montañez
- Sally Nyolo
- Sékouba Bambino
- Septeto Habanero
- Tito Paris
- Zao
- Zêdess